# Joseph Eßlen

Joseph Eßlen, 1914

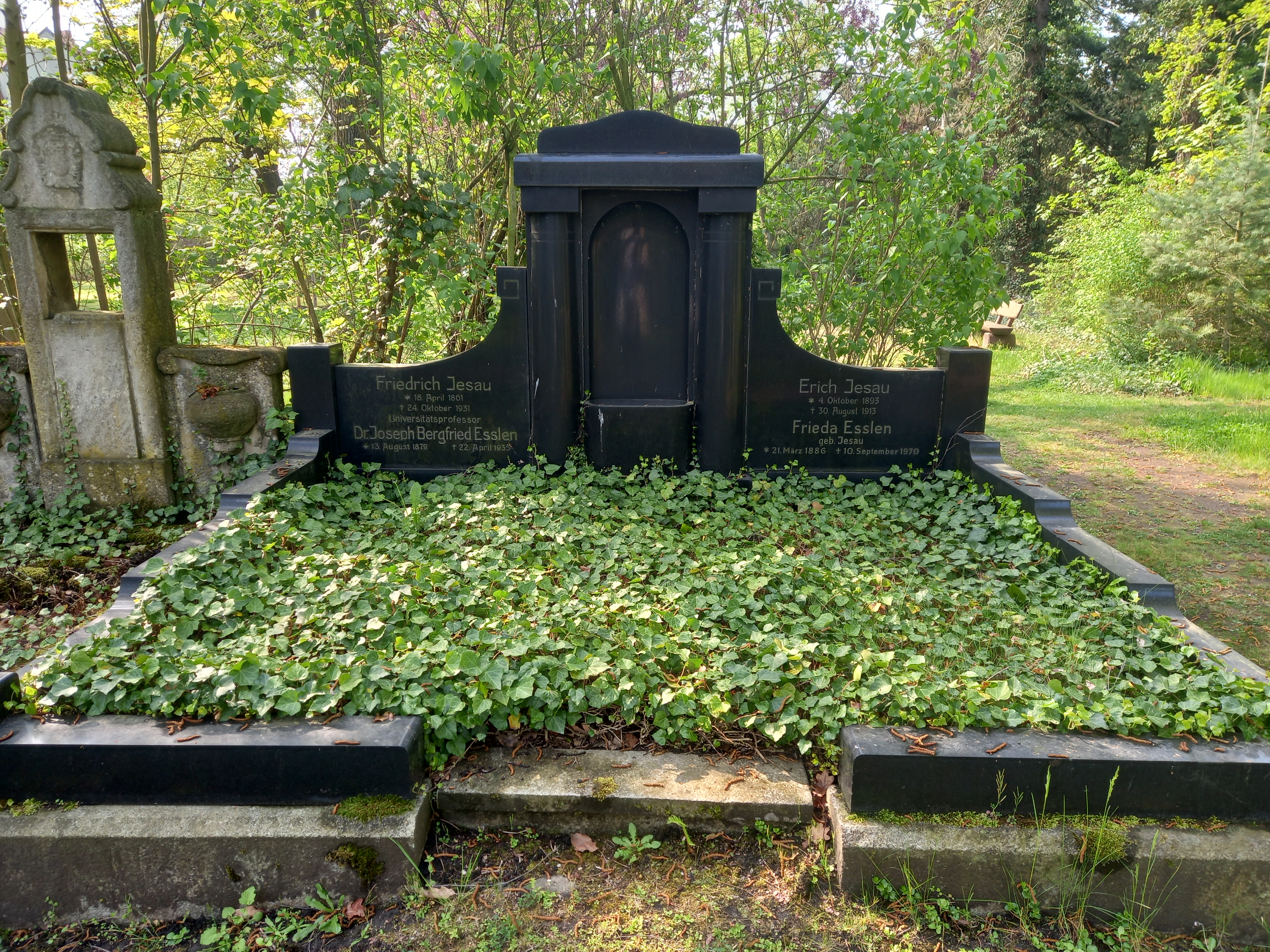
Das Grab von Joseph Eßlen und seiner Ehefrau Frieda geborene Jesau im Familiengrab Jesau auf dem Nordfriedhof (Halle)

Joseph Bergfried Eßlen (* 13. August 1879 in Trier; † 22. April 1935 in Wiesbaden) war ein deutscher Nationalökonom.

## Leben
Eßlen studierte Staatswissenschaften in München und promovierte 1902 bei Lujo Brentano (Das Gesetz des abnehmenden Bodenertrages). Von 1906 bis 1914 war er Professor an der Universität Zürich. Von 1914 bis 1919 unterrichtete er an der Handelshochschule Berlin und war von 1919 bis 1927 ordentlicher Professor an der Universität Göttingen. Seine Werke befassen sich mit Wirtschaftsgeographie, Ernährungswirtschaft und Steuerpolitik. Das Lehrbuch Politik des auswärtigen Handels (1925) widmete er seinem Doktorvater Lujo Brentano zu dessen 80. Geburtstag.
Eßlen beschäftigte sich nicht nur mit der Beschreibung von Wirtschaftsregionen, sondern auch einzelner Industriezweige. Noch heute wird er von Geschichtswissenschaftlern, Wirtschaftshistorikern, aber auch Ernährungsexperten zitiert. Insbesondere seine Publikation zur Fleischversorgung des Deutschen Reiches: eine Untersuchung der Ursachen und Wirkungen der Fleischteuerung und der Mittel zur Abhilfe (1912) wird nach wie vor genutzt und zitiert. Er lässt sich trotz liberaler Ansichten in die jüngere historische Schule der Nationalökonomie einordnen.

## Werke (Auswahl)
- Geschichte der Entwickelung der Gemeindebesteuerung in Baiern 1800-1818, s. l. 1902 ZBZOnline
- Das Gesetz des abnehmenden Bodenertrages seit Justus von Liebig: eine dogmengeschichtliche Untersuchung, München 1905 ZBZOnline
- Grundriss zu Vorlesungen über Wirtschaftsgeographie, s. l. 1909 ZBZOnline
- Konjunktur und Geldmarkt 1902-1908: eine Untersuchung der Wechselwirkung beider in Deutschland, Stuttgart 1909 ZBZOnline
- Chronologische Übersichtafeln zu den Vorlesungen über Geschichte der Volkswirtschaftslehre und des Sozialismus: §2-12, s. l. 1910
- Die direkten Steuern im Kanton Zürich und ihre Reform: kritische Darstellung und Vorschläge, Zürich 1910 ZBZOnline
- Die Fleischversorgung des Deutschen Reiches: eine Untersuchung der Ursachen und Wirkungen der Fleischteuerung und der Mittel zur Abhilfe, Stuttgart 1912 ZBZOnline
- Die Valutazölle der Gegenwart: ein Beitrag zur Theorie der Aussenhandelspolitik, Jena 1922 ZBZOnline